# Jakub Vedral
Jakub Vedral (* 24. září 1977 Praha) je český divadelní producent a eventový režisér.

## Život
Je spoluzakladatelem souboru V.O.S.A. Theatre, ředitelem festivalu pouličního divadla Za dveřmi a zakládajícím členem AND ČR. V roce 2001 působil v divadle Continuo a podílel se tak mimo jiné na projektu Kratochvílení. Mezi roky 2003–2009 byl producentem a do roku 2017 zajišťoval prostřednictvím společnosti ArtPrometheus produkci divadla Continua. Mezi výrazné projekty patří v tuzemsku také festival Živá ulice, představení Obřích loutek v Plzni v rámci projektu Plzeň EHMK, nebo drive-in festival Art Parking.
Jakub Vedral je člen prezidia Českého střediska mezinárodního divadelního ústavu ITI a je zakladatel a ředitel ART Prometheus z.s. Projekt Prometheus vznikl původně jako humanitární pomoc kosovským Albáncům v uprchlických táborech. Cíl projektu: probudit uprchlíky z letargie, nekonečné nudy, nicnedělání a uspořádat pro ně a také s nimi divadelní představení. Jakub Vedral dlouhodobě spolupracuje jako producent s řadou českých nezávislých divadel. S těmito soubory procestoval několik kontinentů. Produkčně, dramaturgicky či režijně se podílel například na prezentaci ČR na světových výstavách EXPO v Aichi, Šanghaji, Milánu, Astaně a v Dubaji.

## Ocenění
- 2020 – Pocta festivalu …příští vlna/next wave… – Producentský počin roku
- 2022 – Cena Česká Divadelní DNA[10] – Osobnost roku